# Lepidocaryeae
Lepidocaryeae es una tribu de plantas con flores perteneciente a la subfamilia Arecoideae dentro de la familia de las palmeras (Arecaceae). Tiene los siguientes géneros.

## Subtribus
Según GRIN
- Ancistrophyllinae
- Mauritiinae
- Raphiinae[1]

## Géneros
Según Wikispecies
- Lepidocaryum - Mauritia - Mauritiella